# انتخابات الرئاسة الجورجية 2013
انتخابات الرئاسة الجورجية 2013 هي الانتخابات الرئاسية التي جرت في 2013، لانتخاب رئيس/ة جورجيا، فاز بالانتخابات جيورجي مارغفيلاشفيلي.

## المرشحين
| المرشح         | الحزب | عدد الأصوات |
| -------------- | ----- | ----------- |
| ديفيد باكرادز ‏ |       |             |